# Friedrich-Baur-Stiftung
Die Friedrich-Baur-Stiftung ist eine 1953 gegründete, gemeinnützige und rechtsfähige öffentliche Stiftung des bürgerlichen Rechts mit Sitz in Burgkunstadt. Stiftungszweck ist die Förderung der Forschung und Verbesserung der Krankenbehandlung in der medizinischen Fakultät der Universität München, insbesondere der Erforschung der spitalen Kinderlähmung sowie Förderung der Aufgaben der Bayerischen Akademie der Schönen Künste. Die Stiftung war Alleinerbin des Vermögens von Friedrich Baur. Die Stiftung hält als wesentlichen Vermögensgegenstand 51 % der Anteile an der Baur Versand GmbH & Co. KG.

## Geschichte und Strukturveränderungen

Strukturveränderungen seit 1953

Mit Urkunde vom 14. Februar 1953 begannen die Eheleute Baur und Frau Baurs Schwester Kunigunde Schuh ihren Nachlass im Sinne der Gemeinnützigkeit zu regeln. Sie gründeten die Stiftung und statteten sie mit einem Kapital von 10.000 DM und einem freien Zuschuss von 250.000 DM aus – bereits mit dem oben genannten Stiftungszweck. Die Interessen des Unternehmens Baur Versand GmbH sollten nach den Worten der Stifter immer im Vordergrund stehen, die Arbeitsplätzen erhalten bleiben und den so das operative Versandgeschäft den Ansprüchen der Stiftung vorgehen; auch „sollten [niemals] fremde Kapitalinteressen das Unternehmen beherrschen und dadurch den Dienst am Kunden zugunsten unangemessenen Gewinnstrebens zurückdrängen“. Noch in den Jahren bis 1957 erhielt die Stiftung 915.000 DM.
Mit ihrem Testament vom 20. November 1957 trafen die Eheleute Baur und Frau Baurs Schwester letztwillige Verfügungen. Unter anderem sollte ein sechsköpfiges Stiftungskuratorium geschaffen werden, wobei davon drei Mitglieder in Personalunion zugleich auch Testamentsvollstrecker mit Blick auf das „Wohl des Unternehmens“ sein sollten. Für diese Personen waren „wirtschaftliche Fähigkeit“ als Voraussetzung genannt und die Vergütung für die Testamentsvollstreckung insgesamt auf 0,1 % des „Jahresumsatzes abzüglich Retouren“ festgelegt worden. Die anderen drei Kuratoren sollten aufgrund ihres Amts als Rektor der LMU, Dekan der LMU-Medizinfakultät und Präsident der Akademie der Schönen Künste bestellt werden. Die Regelungen sollten nach dem Tod des/der letzten der drei Erblasser in Kraft treten. 1960 erfolgte eine Anpassung der Stiftungssatzung, wonach kraft Amtes der bayerische Ministerpräsident zusätzlicher Testamentsvollstrecker sein sollte.
Mit dem Tod von Friedrich Baur (1965, 51,7 % der Gesellschaftsanteile), Kuni Schuh (1970, 10 %) und Kathi Baur (1984, 38,3 %) wurde die Stiftung testamentsgemäß schrittweise Alleinerbin des Unternehmens. Ende 1965 wurde das Kapital der Stiftung auch um 15.500 DM erhöht. Im Jahr 1977 verfasste Kathi Baur ihr persönliches Testament, das auch die Stiftungssatzung betraf und die Vergütung der Testamentsvollstrecker auf um die Inflation anzupassende 240.000 DM p. a. begrenzte. Bis 1984 wurden insgesamt weitere fast 9 Mio. DM an Stiftungsmittel zur Verfügung gestellt.
Stiftungskuratoren begleiteten die Stiftung, die Testamentsvollstrecker dabei mit Fokus auf den unternehmerischen Erfolg des operativen Versandgeschäfts. Zwischen 1984 und 1994 führten die Testamentsvollstrecker das Versandhausgeschäft über die neugegründete Gesellschaft namens Kontor-, Beteiligungs- und Verwaltungs-GmbH (KBV) – mit Sitz in den Büroräumen des Testamentsvollstreckers Zahn in der Münchner Romanstraße. Die Partizipation der Mitarbeiter am Unternehmenserfolg wurde u. a. durch einen paritätisch besetzten Aufsichtsrat des Versandhauses gewährleistet.
Über den Erfolg der Stiftungsarbeit wurde spätestens seit 1997 gestritten: Einerseits war Baur viertgrößtes Versandhaus Deutschlands und nach Aussage des Baur-Aufsichtsrats Wolfgang Winkler noch im Juli 1997 „kerngesund“, andererseits schien die Zukunft des Stiftungszwecks, insbesondere der Arbeitsplätze nicht mehr gesichert.
Zeitgleich mit dem Ende der skandalträchtigen sog. Amigoaffäre um Ministerpräsident Max Streibl und dem Rückzug des neuen bayerischen Ministerpräsidenten Edmund Stoiber wurden die Testamentsvollstreckung zum 31. Oktober 1995 beendet und die KBV aufgelöst. Die Vergütungen an die Testamentsvollstrecker wurden von der Öffentlichkeit unter die Lupe genommen. Auch die Frage nach der Rechtmäßigkeit bzw. der moralische Vertretbarkeit der Vergütungen und nach der Leistung der Testamentsvollstrecker wurde aufgeworfen. Einerseits wurde die Rechtmäßigkeit bestätigt. Andererseits wurde geurteilt, dass durch die zahlreichen Umstrukturierungen mehrere Millionen DM an Anwälte, Wirtschaftsprüfer und Berater geflossen seien, dass die Testamentsvollstrecker bzw. die Stiftung die Wirksamkeit des für sie einschneidenden Testaments der Kathi Baur von 1977 nicht beachteten und dass diese Nichtbeachtung zu überhöhten Vergütungen auch des bayerischen Ministerpräsidenten führte. Die möglicherweise überhöht bezahlte Vergütung, die für Firmeninvestitionen nicht verfügbar waren, kann überschlägig mit mindestens 5 Mio. EUR berechnet werden. – Unter der Stiftungsaufsicht des Regierungspräsidenten von Oberfranken, Wolfgang Winkler2001, wurde noch 1995 die Stiftungssatzung geändert, u. a. unter Entfall des Kuratoriumssitzes des bayerischen Ministerpräsidenten.
Zum 1. August 1997 wurde das Kernvermögen der Stiftung, das Versandgeschäft, in die neue Gesellschaft Baur Versand GmbH & Co. KG ausgegliedert und 49 % der Gesellschaftsanteile an den Otto Versand, Hamburg, für geschätzte 250 bis 300 Mio. DM verkauft. Die Führung der neuen Gesellschaft wurde vollständig von Otto übernommen – in Form der 100 %-Otto-Tochtergesellschaft und Komplementär-Gesellschaft Verwaltungsgesellschaft Baur Versand GmbH. Maßgeblich für die Entscheidung waren neben den Kuratoriumsmitgliedern und ehemaligen Testamentsvollstreckern Kadner, Zahn, Schnicke, die weiteren Arbeitgebervertreter im Aufsichtsrat des operativen Versandgeschäfts Dazert, Köstler, Winkler. – Die Beteiligungs- und Mitwirkungsstrukturen sind seitdem komplexer. Auch entfallen die Mitbestimmungsrechte der Arbeitnehmerseite im operativen Versandgeschäft bei Baur, d. h. im Beirat der Komplementärgesellschaft ist nur die Seite der Gesellschafter vertreten.
Der Erfolg der Stiftungsführung seit 1984 wurde 2015 in einem Buch des Baur-Patenkindes und früheren Geschäftsführers der Firma, Wolf Streifender, grundlegend angezweifelt. Es sei ein „Verrat am Lebenswerk von Friedrich Baur“ begangen und ein „florierendes mittelständisches Unternehmen durch fragwürdige Transaktionen zerschlagen und zugrunde gerichtet“ worden. Das Baur-Management habe ohne Not die Selbstständigkeit aufgegeben Hinterfragt wurde auch die neue Ausrichtung der Stiftungsarbeit; es sei zweifelhaft, ob die diversen Aktivitäten, die geografische Reichweite bis hin nach Österreich, die komplexe Architektur des Stiftungsvermögens und die „etlichen 100 prekären Arbeitsplätze“ sowie die „Forciertheit“ der Arbeit im Versandunternehmen seit 1997 dem „Geist von Friedrich Baur“ und damit dessen Stiftungsintention entsprechen.

## Stiftungsvorstand
- Bernhard Betz*, 1984–2017
- Ottmar Fugmann*, seit 2018

(* jew. als Geschäftsführer der Friedrich-Baur GmbH)

## Testamentsvollstrecker (und Mitglieder des Stiftungskuratoriums)
- Franz Josef Strauß, Ministerpräsident, München, 1984–1988, nach Tod ersetzt durch Max Streibl, Ministerpräsident, 1988–1993, nach Rücktritt ersetzt durch Edmund Stoiber, Ministerpräsident, 1993–1994
- Hans Günter Hauffe, Rechtsanwalt, Lichtenfels, 1984–1985, nach Tod ersetzt durch: Güner Kadner, 1985–1995
- Joachim Zahn, ehem. Daimler-Benz-Vorstandsvorsitzender, Redenfelden, 1984–1995
- Gerhard Joos, Steuerberger, Stuttgart, designiert im Testament; nach Tod ersetzt durch: Dipl.-Ing. Christian Schnicke, München, Wirtschaftsprüfer, 1984–1995

## Mitglieder des Stiftungskuratoriums
- Georg von Waldenfels*, ehem. bay. Finanzminister/Rechtsanwalt, München – Vorsitzender
- Gerti Moll-Möhrstedt*, Unternehmerin, Bad Staffelstein – stv. Vorsitzende
- Christian Klose*, Rechtsanwalt/Wirtschaftsprüfer, Freising
- Christian Meißner*, Landrat/Jurist, Lichtenfels
- jew. Rektor der Ludwigs-Maximilian-Universität München
- jew. Dekan der Medizinischen Faktultät der Ludwigs-Maximilian Universität München
- jew. Präsident der Bayerischen Akademie der Schönen Künste

(* jeweils auch Beiratsmitglieder der Friedrich-Baur-GmbH; weitere Beiratsmitglieder: Otto Beierl, Vorsitzender LfA Förderbank Bayern/Jurist (Ministerialdirektor a. D.), München; Hans-Peter Friedrich MdB/Jurist (Bundesminister a. D.), Hof; Stefan Vogg, Rechtsanwalt (Regierungsrat a. D.), München

## Schwerpunkte der aktuellen Arbeit
Das Stiftungsziel wurde durch Beschluss des Kuratoriums von der Erforschung der Kinderlähmung auf die Erforschung entzündlicher Nervenkrankheiten erweitert. Im Jahre 2001 flossen noch jährlich die „Erträgnisse der Kapitalvermögens“, an die LMU-Forschung etwa 3 Mio. DM und an die Kunst-Akademie etwa 740.000 DM. Im Jahr 2002 wurde die Stiftungssatzung erneut geändert, so dass nur noch Erträge aus dem Stiftungskapital von 40 Mio. EUR an die Hauptdestinatäre LMU bzw. Akademie fließen.  Die „laufenden Einnahmen“ aus der Versandhausbeteiligungsgesellschaft Friedrich-Baur-GmbH für gemeinnützige medizinische und kulturelle Zwecke in der Region verwendet. [Streifender, S. 39] So werden im neuerrichteten Seniorenzentrum Altenkunstadt „bevorzugt ehemalige Beschäftigte der Firma Baur“ betreut und der „Friedrich-Baur-Preis“ für Künstler aus Nordbayern ausgelobt. Auch wird seit 1998 an der Universität Bayreuth das neugegründete Friedrich-Baur-Forschungsinstitut für Biomaterialien unterstützt wobei die BioCer GmbH, Bayreuth, als medizinisches Forschungsunternehmen u. a. ein „Gewebe“-Produkt für die Behandlung von Leistenbrüchen herstellt.
Spätestens seit der Finanzkrise und der EZB-Politik der Niedrigzinsen steht die Stiftung unter enormem Druck, einerseits die Mittel ertragreich anzulegen, ohne dabei zu viel Risiko einzugehen und das Vermögen – wie im Bayerischen Stiftungsgesetz vorgeschrieben – real, d. h. um die Entwicklung der Lebenshaltungskosten bereinigt, zu erhalten. Abhilfe sehen die Verantwortlichen derzeit auch in Immobilieninvestitionen; die Anlagen der zentralen Beteiligungsgesellschaft Friedrich-Baur-GmbH in diesem Bereich wuchsen zwischen 2013 und 2018 um mehr als 40 % auf zuletzt fast 49 Mio. Inwieweit die geplanten Maßnahmen des Baur Versand GmbH & Co. KG im Bereich Ausbau eines Logistikstandorts in Nordrhein-Westfalen oder die IT-Marketing-Kampagne „Unser Ziel ist es zu wissen, was unsere Kundin braucht“ im Sinne der bodenständigen Stiftungsintention ist, ist fraglich. Zu beobachten wird auch sein, inwieweit – nach 1997 – weitere Umschichtungen des Grundstockvermögens vorgenommen werden; hier lässt das Stiftungsgesetz „Umschichtung(en) in einer rentierliche Anlage“ zu.